# پامچال هفت‌رنگ
پامچال هفت‌رنگ، پامچال الوان، پامچال هفت‌قبا (نام علمی: Primula heterochroma) نام یک گونه از سرده پامچال است.